# Bostrychia bocagei
El ibis de Santo Tomé (Bostrychia bocagei), ibis enano o ibis oliváceo enano es una especie de ave pelecaniforme de la familia Threskiornithidae; endémica de los bosques tropicales de la Isla de Santo Tomé donde sólo quedan unos pocos cientos de ejemplares.

## Taxonomía
Hay autores que colocan a esta especie en el género Lampribis junto con el Ibis moteado. Se ha considerado al ibis de Santo Tomé como una subespecie isleña del Ibis oliváceo, pero las diferencias en tamaño, marcas faciales y colorido han sido suficientes para considerarlo su propia especie. No se reconocen subespecies

## Descripción
Esta especie de ibis mide entre 60 y 65 cm de longitud, el pico mide 7,3 cm de largo. La cabeza y la parte superior del cuerpo son de color pardo oscuro; las alas y la parte posterior del cuerpo son de color verde oscuro con toques metalizados en verde más claro. Presenta zonas oscuras alrededor de los ojos y la base del pico, que junto con la cresta, son características propias que diferencian a esta ave de otras especies del género Bostrychia. El color de las patas suele variar. Es un ave predominantemente silenciosa pero si se le molesta emite gruñidos y tosidos

## Distribución y hábitat
Es endémica del centro y sur de la isla de Santo Tomé. Hubo un tiempo en que la especie ocupó toda la isla, pero actualmente no quedan hábitats adecuados en el norte de la isla.
La especie se limita al bosque tropical primario por debajo de los 750 m, aunque podría extenderse hasta los 800 m Sin embargo, en los últimos años, la especie se ha encontrado con mayor frecuencia en la frontera entre bosques primarios y secundarios, a veces cerca de plantaciones de palmeras. La especie se encuentra excepcionalmente en áreas donde el suelo ha sido perturbado por cerdos salvajes, o en áreas pantanosas que bordean cursos de agua o pequeños lagos.

## Comportamiento
Se presume que esta especie es sedentaria. Las aves suelen aparecer solas o en parejas, pero a veces en grupos familiares. Los individuos se posan juntos por la noche y pueden identificarse por sus sonidos cuando van y vienen de su percha.
Su dieta consiste en invertebrados, caracoles y babosas. Se alimenta en el suelo del bosque en áreas de terreno desnudo o donde existe una maleza escasa de plantas herbáceas, helechos y musgos, una cubierta de rocas y piedras grandes o alrededor de grandes árboles. 
Se cree que se reproduce durante la temporada de lluvias, y se ha registrado que pone los huevos en noviembre-diciembre. Construye un nido de ramitas y materia vegetal en el árbol más alto de su área. La hembra pone dos huevos. Poco más se conoce de sus hábitos reproductivos.

## Conservación
Esta especie se clasifica como En Peligro Crítico debido a su población extremadamente pequeña que se cree que está disminuyendo como resultado de la pérdida de hábitat y la presión de caza. Se estima que la población actual oscila entre 50 y 250 ejemplares. Se encuentra amenazada por la destrucción de su hábitat para la expansión de las áreas de cultivo de cacao, aceite de palma y café. La caza es otro motivo alarmante de preocupación pues aparentemente este ibis es muy apreciado por su carne. La expansión humana de carreteras y otras vías está fragmentando el hábitat de estos ibis y propiciando que el ser humano llegue a zonas hasta entonces remotas e inaccesibles. Finalmente, la introducción de especies foráneas está alterando el hábitat y los comportamientos del ibis de Santo Tomé. Se ha propuesto un parque nacional y la protección de especies amenazadas en Santo Tomé, pero actualmente los bosques no están protegidos.